# 歐菲米亞·埃里克斯多塔
歐菲米亞·埃里克斯多塔（瑞典語：Eufemia Eriksdotter，1317年—1370年6月16日），梅克倫堡公爵夫人，埃里克·馬格努松的女兒、馬格努斯四世的妹妹。

## 家庭
1336年，歐菲米亞與梅克倫堡的阿爾布雷希特結婚，兩人共有3子2女：
1. 海因里希（1337年—1383年），梅克倫堡公爵
2. 阿爾伯特（1338年—1412年），瑞典國王
3. 英格堡（1343年—1395年），霍爾斯坦-倫茨堡伯爵夫人
4. 馬格努斯（1345年—1384年），梅克倫堡公爵
5. 安娜（瑞典语：Anna av Mecklenburg）（？年—1415年），霍爾斯坦伯爵夫人